# Флордун, Тарду
Тарду Флордун (род. 25 мая 1972, Анкара) — турецкий актёр театра, кино и сериалов.

## Биография
Тарду Флордун родился 25 мая 1972 года в Анкаре. Его отец — известный актер Мацит Флордун. Его имя происходит от Тардуш кагана, одного из сыновей Истеми Ябгу, брата Бумин кагана, основателя Западнотюркского каганата. В 1995 году он окончил Театральный факультет Государственной консерватории Университета Анкары Хаджеттепе с высшей оценкой в 96 баллов.
Он работал актером в Государственном театре Анкары с 1995 по 1997 год и в Городском театре Измита с 1997 по 2008 год, играл главные роли в спектаклях «Гамлет» и «Роберто Зукко». В 1998 году Флордун снялся вместе с Йеткиным Дикинджиллером в фильме «Хвост леопарда». В 2000 году он начал сниматься на телевидении в сериале «Иностранец Евдеки», в котором разделил главные роли с Берна Лачин. В 2002 году он появился в сериалах «Легенда», «Бир Татлы Хузур» и «Ики Ода Бир Синан». Он также изобразил персонажа Кахрамана в сериале Camdan Pabuçlar . 
В 2005 году он появился на экране в роли известной и кокетливой поп-звезды Таркана в сериале «Приглашенный гость», в котором разделил главную роль с Пынар Алтуг. Он сыграл персонажа Керема Инджеоглу в сериале «Тысяча и одна ночь», который смотрели во многих странах за пределами Турции. Она разделила главную роль с Башаком Кёклюкая и Аху Тюркпенче в сериале «Один за другим» . В фильме «Тюркан», рассказывающем о жизни Тюркана Сайлана, вышедшем на экраны в 2011 году, сын Сайлана Чаглаян и Бехзат Ч. Сыграл Красного Кита в фильме «Я похоронил тебя в своем сердце».

## Театр
- Кто боится Вирджинии Вулф? (Джордж), Games Workshop, 2013 г.
- Сурманшет (Энгин)
- Робинзон Крузо (Робинзон Крузо)
- Трехгрошовая опера (Мак-нож)
- Роберто Зукко (Roberto Zucco)
- Дон Жаун (Дон Жаун)
- Гамлет (Гамлет)

## Фильмография

### Кино
- Подожди меня
- Бехзат С. Я похороню тебя в своем сердце ( Красный комплект )
- Тюркан ( Чаглаян )
- Та женщина ( Окан )
- Где кончается слово ( Тарду )
- Туман и ночь ( Ублюдок Неко )
- Хвост леопарда ( огонь )
- Письмо ( Молодежь Тарыка Акана )

### Сериал
- Секрет — Тарик
- Бандит не правит миром — Каан
- Возвращение домой — Кюршат
- Прошлым летом-Балканы — 1912 г.
- Один — Тугрул
- Сират — Кенан Эмир Санджактар
- Идеальная пара — Бора Басаран
- За решеткой — Др. Метин Утку
- Тысяча и одна ночь - Керем
- Нарушитель — Таркан
- Однажды в сказке — (ТВ) — Батур
- Стеклянные Ботинки — Герой
- Незнакомец в доме — Эрен
- Легенда — Жизнь
- Игра в любовь — (Новая жизнь) — Мерт

### Интернет
- Как я опустошу это пространство - (2023) - BluTV

## Награды
- Театральная премия Саваша Динчела 2013-2014, Премия за лучшую мужскую роль, Ким Афрайд Хайн Курттан, Джордж, Оюн Ательеси
- 18. Театральные награды Афифе , 2014, Самый успешный актер года, Кто боится Верджинии Вулф?, Джордж, Оюн Ательеси

## Источник
1. 1 2 3 4 5  'Arızalı olmak öyle güzel ki!'. Milliyet. Дата обращения: 23 Mayıs 2007. Архивировано 6 Mart 2016 года.
2. 1 2 3  Beni seveceklerse böyle sevsinler. Hürriyet. Дата обращения: 18 Şubat 2012. Архивировано 21 Şubat 2011 года.
3. ↑  Türkan Saylan'ı biraz anlasalar yeter. Radikal. Дата обращения: 31 Mayıs 2011. Архивировано 29 Mart 2014 года.